# Elefanter
För andra betydelser, se Elefant (olika betydelser).
Elefanter (Elephantidae) är en familj inom däggdjursordningen elefantdjur. Elefanterna är den enda familjen av snabeldjur som inte dött ut. Familjen elefanter omfattar asiatisk elefant, afrikansk savannelefant (tidigare kallad stäppelefant) och afrikansk skogselefant, samt mammutar och ett antal andra utdöda grupper av elefanter.

## Systematik

### Evolution
Elefanter är en jämförelsevis ung grupp i ordningen snabeldjur (Proboscidea). Ordningen snabeldjur uppkom under senare eocen för 55 miljoner år sedan i norra Afrika. Inom gruppen utvecklades ett flertal familjer som idag är utdöda, som Moeritheriidae, Deinotheriidae, Gomphotheriidae och Mammutidae. Dessa taxa liknade alla dagens elefanter men räknas inte till samma familj. Några av de nämnda grupperna levde fram till senaste istiden samtidigt med elefanterna. Elefanterna utvecklades ur familjen Gomphotheriidae under miocen för ungefär 6 miljoner år sedan med släkten som Primelephas och Stegotetrabelodon.
Släktet Elephas uppkom under tidigt pliocen i Afrika och spred sig sedan över Eurasien. En av de mest kända utdöda arterna i släktet är Elephas antiquus. De nordligaste fossilfynden av arten är kända från Thüringen och södra Polen. Till släktet hör även några utdöda dvärgformer som levde under pleistocen på sydostasiatiska öar och på öar i Medelhavet. Sedan slutet av pleistocen är släktet begränsat till Asien och idag finns bara arten asiatisk elefant (Elephas maximus) kvar. Släktet Loxodonta är bara känt från Afrika sedan mellersta pliocen.

### Systematik
Idag finns tre arter av ordningen snabel- eller elefantdjur kvar som alla tillhör familjen elefanter. :
Familj: Elephantidae
- Släkte Afrikanska elefanter (Loxodonta)
  - Skogselefant (Loxodonta cyclotis)
  - Savannelefant (Loxodonta africana)
    - † Nordafrikansk elefant
- Släkte Asiatiska elefanter (Elephas)
  - Asiatisk elefant (Elephas maximus)
  - † Elephas antiquus
  - † Elephas recki
- † Släkte Palaeoloxodon
- † Släkte Mammutar (Mammuthus)

Vissa har även beskrivit en dvärgform av skogselefant som den egna arten Loxodonta pumilio. Dvärgformen förekommer i tropisk regnskog i Gabon, Kongo-Brazzaville och Kamerun. Inga genetiska studier som hittills genomförts på individer i den centralafrikanska regionen indikerar att det rör sig om en fjärde art.
| Loxodontini | Loxodonta (2 idag levande arter) |
|             | Loxodonta (2 idag levande arter) |

| Palaeoloxodontina | Palaeoloxodon (utdöd) |
|                   | Palaeoloxodon (utdöd) |

| Elephas | (3~6 idag levande underarter) |
|         | (3~6 idag levande underarter) |

| Mammuthus | (utdöd) |
|           | (utdöd) |

| Elephas | (3~6 idag levande underarter) |
|         | (3~6 idag levande underarter) |

| Mammuthus | (utdöd) |
|           | (utdöd) |

| Palaeoloxodontina | Palaeoloxodon (utdöd) |
|                   | Palaeoloxodon (utdöd) |

| Elephas | (3~6 idag levande underarter) |
|         | (3~6 idag levande underarter) |

| Mammuthus | (utdöd) |
|           | (utdöd) |

| Elephas | (3~6 idag levande underarter) |
|         | (3~6 idag levande underarter) |

| Mammuthus | (utdöd) |
|           | (utdöd) |

| Loxodontini | Loxodonta (2 idag levande arter) |
|             | Loxodonta (2 idag levande arter) |

| Palaeoloxodontina | Palaeoloxodon (utdöd) |
|                   | Palaeoloxodon (utdöd) |

| Elephas | (3~6 idag levande underarter) |
|         | (3~6 idag levande underarter) |

| Mammuthus | (utdöd) |
|           | (utdöd) |

| Elephas | (3~6 idag levande underarter) |
|         | (3~6 idag levande underarter) |

| Mammuthus | (utdöd) |
|           | (utdöd) |

| Palaeoloxodontina | Palaeoloxodon (utdöd) |
|                   | Palaeoloxodon (utdöd) |

| Elephas | (3~6 idag levande underarter) |
|         | (3~6 idag levande underarter) |

| Mammuthus | (utdöd) |
|           | (utdöd) |

| Elephas | (3~6 idag levande underarter) |
|         | (3~6 idag levande underarter) |

| Mammuthus | (utdöd) |
|           | (utdöd) |

| Loxodontini | Loxodonta (2 idag levande arter) |
|             | Loxodonta (2 idag levande arter) |

| Palaeoloxodontina | Palaeoloxodon (utdöd) |
|                   | Palaeoloxodon (utdöd) |

| Elephas | (3~6 idag levande underarter) |
|         | (3~6 idag levande underarter) |

| Mammuthus | (utdöd) |
|           | (utdöd) |

| Elephas | (3~6 idag levande underarter) |
|         | (3~6 idag levande underarter) |

| Mammuthus | (utdöd) |
|           | (utdöd) |

| Palaeoloxodontina | Palaeoloxodon (utdöd) |
|                   | Palaeoloxodon (utdöd) |

| Elephas | (3~6 idag levande underarter) |
|         | (3~6 idag levande underarter) |

| Mammuthus | (utdöd) |
|           | (utdöd) |

| Elephas | (3~6 idag levande underarter) |
|         | (3~6 idag levande underarter) |

| Mammuthus | (utdöd) |
|           | (utdöd) |

| Loxodontini | Loxodonta (2 idag levande arter) |
|             | Loxodonta (2 idag levande arter) |

| Palaeoloxodontina | Palaeoloxodon (utdöd) |
|                   | Palaeoloxodon (utdöd) |

| Elephas | (3~6 idag levande underarter) |
|         | (3~6 idag levande underarter) |

| Mammuthus | (utdöd) |
|           | (utdöd) |

| Elephas | (3~6 idag levande underarter) |
|         | (3~6 idag levande underarter) |

| Mammuthus | (utdöd) |
|           | (utdöd) |

| Palaeoloxodontina | Palaeoloxodon (utdöd) |
|                   | Palaeoloxodon (utdöd) |

| Elephas | (3~6 idag levande underarter) |
|         | (3~6 idag levande underarter) |

| Mammuthus | (utdöd) |
|           | (utdöd) |

| Elephas | (3~6 idag levande underarter) |
|         | (3~6 idag levande underarter) |

| Mammuthus | (utdöd) |
|           | (utdöd) |

### Hybridisering
En korsning mellan afrikansk och asiatisk elefant föddes i Chester Zoo i England den 11 juli 1978. Denna hybrid är den enda kända för vetenskapen. Elefanten dog vid nio dagars ålder men är ändå ett bevis på att arterna kan hybridisera. Dock vet man inte om denna hybrid var fertil.

## Utseende och anatomi

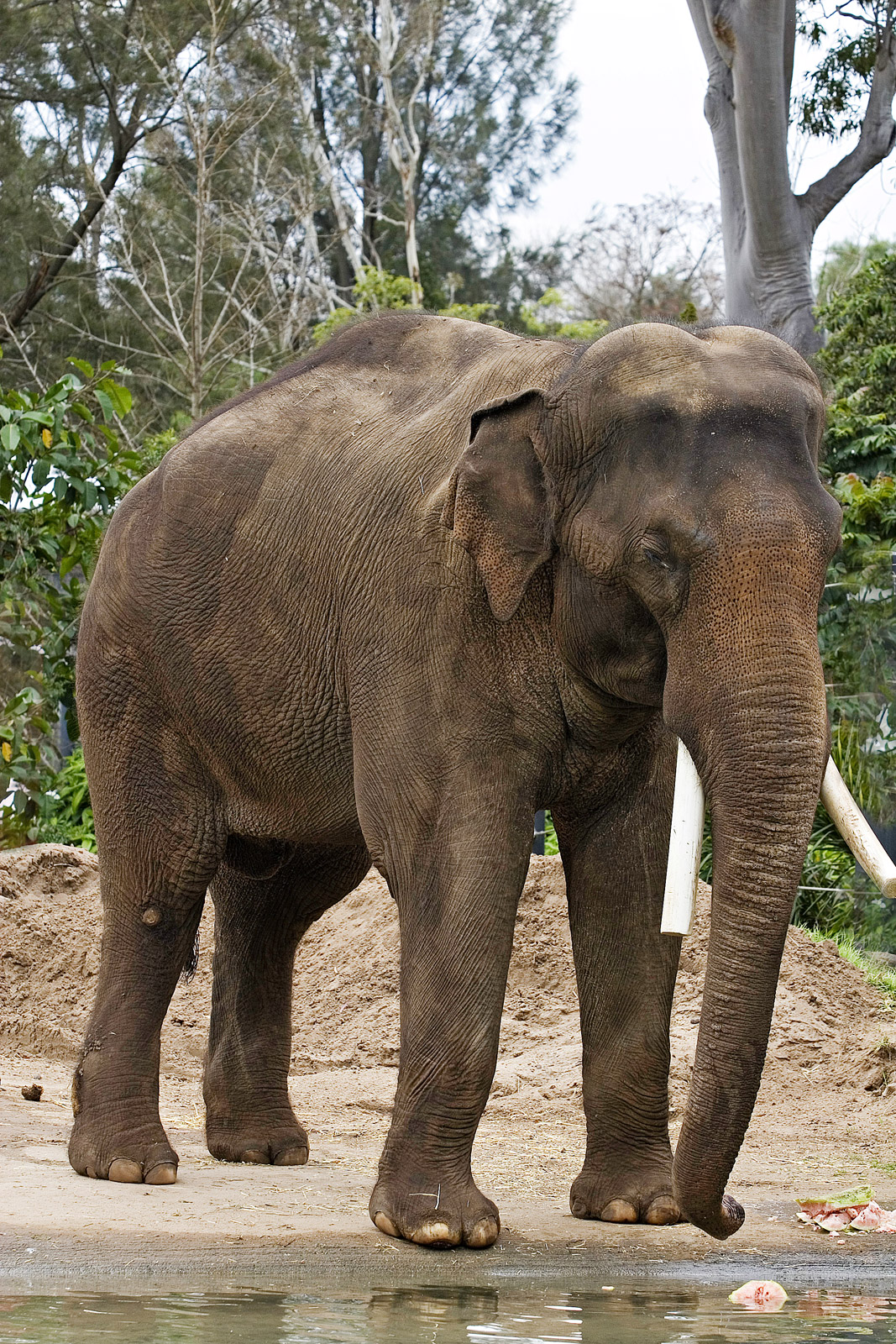
Hane av asiatisk elefant (Elephas maximus).

Elefanter är stora däggdjur med läderartad tjock hud, tjocka ben, stora öron och snabel. De vuxna djuren har betar av elfenben, hos asiatiska elefantkor är de dock sällan synliga. Det är de översta framtänderna (inte hörntänder) som hos vissa individer når en längd av 3,30 meter. Tandformeln är I 1/0 C 0/0 P 3/3 M 3/3, alltså 26 tänder.
Den kraftiga snabeln har bildats genom att överläppen och nosen vuxit samman. Den afrikanska elefantens snabel har två "fingrar" längst ut på snabeln, medan den asiatiska har ett finger. Elefanternas kranium har flera hålrum så att huvudet blir lättare.
Elefanter har fyra stora kindtänder. Dessa tänder ersätts sex gånger under elefantens livstid genom att den nya tanden växer ut från bakre delen av käken och skjuter fram den nedslitna tanden, som tappas bit för bit. När den sista uppsättningen tänder har slitits ut svälter elefanten ihjäl.
Elefanten växer hela livet och deras storlek varierar därför mycket, men stora afrikanska elefanttjurar (elefanthannar) blir drygt 3 meter i mankhöjd och väger då över 5 ton. Den tyngsta elefanten som påträffats var en afrikansk elefanttjur som sköts 1978 i Angola. Den ska ha haft en mankhöjd på 4,2 meter, en vikt på 11 ton och en längd på över 10 meter från snabelspets till svansspets. En högre men inte så tung elefant sköts 1978 i Namibia.
Den afrikanska savannelefanten (Loxodonta africana) når en mankhöjd på i genomsnitt 3,20 meter för hannar och 2,60 meter för honor. Den afrikanska skogselefanten (Loxodonta cyclotis) är mindre och når i genomsnitt en mankhöjd på 2,20 meter. Asiatisk elefant (Elephas maximus) når en mankhöjd på i genomsnitt 2,75 meter för hannar och 2,40 meter för honor.
Honornas spenar ligger på bröstet mellan de främre extremiteterna liksom hos primater och sirendjur. Födelsekanalens öppning ligger inte direkt under svansen, utan något längre ned mellan de bakre extremiteterna.
Under medeltiden antogs av vissa naturforskare att elefanter saknar armbågsled och knä men senare kom fram att så är inte fallet. Knäets konstruktion möjliggör däremot en vinkel av nästan 180 grader mellan lårben och skenben. Med denna egenskap är elefanter unik bland fyrfota däggdjur, annars har bara den tvåfota människan detta särdrag. Även angående meniskernas och korsbandens konstruktion liknar elefanter människan. Knäleden hos äldre elefanter är ofta utsatt för artros.
Elefanter går på topparna av sina tår men de har ytterligare tår vid bakfoten som ibland betecknas som "sjätte tå".

### Morfologiska skillnader

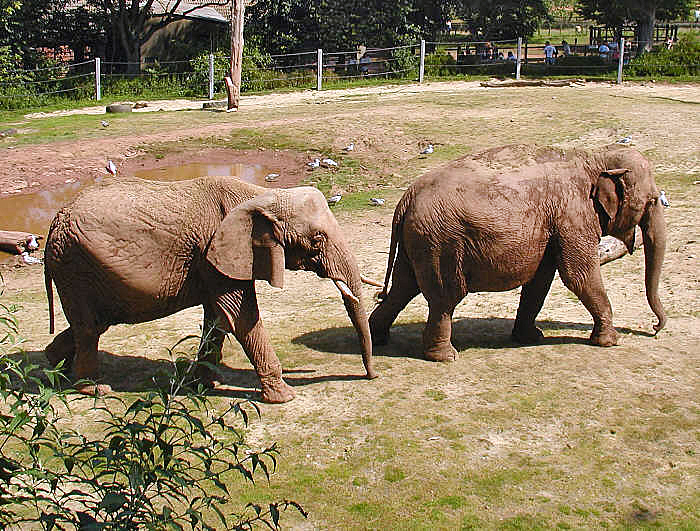
Vänster: Afrikansk elefant Höger: asiatisk elefant.

|              | Asiatisk elefant                | Afrikanska elefanter               | Afrikanska elefanter               |
| Skogselefant | Asiatisk elefant                | Savannelefant                      |                                    |
| ------------ | ------------------------------- | ---------------------------------- | ---------------------------------- |
| Antal tår    | fem fram, tre bak               | fem fram, tre bak                  | fyra fram, tre bak                 |
| Öronform     | mindre                          | större                             | större                             |
| Snabel       | ett "finger" på snabelspetsen   | två "fingrar" på snabelspetsen     | två "fingrar" på snabelspetsen     |
| Ryggform     | (oftast) konvex, rund rygg      | konkav sadelrygg                   | konkav sadelrygg                   |
| Betar        | sällsynt, och endast hos hannar | mycket vanligt, och hos båda könen | mycket vanligt, och hos båda könen |
| Hud          | något slätare                   | skrynkligare                       | skrynkligare                       |

## Ekologi

### Socialt beteende

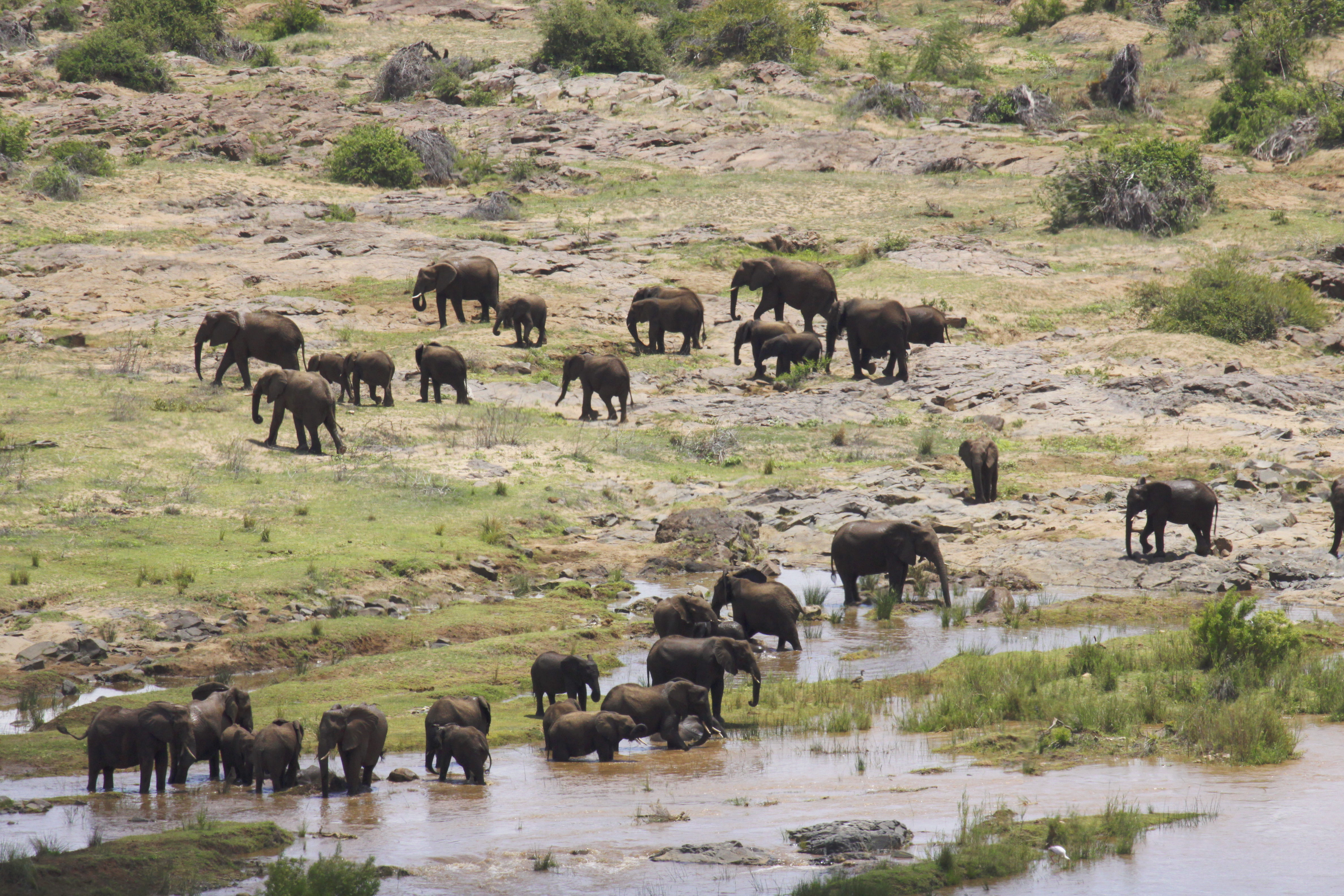
Elefanter i i Krugerparken.

Vuxna elefanter lever på olika sätt. Honorna är utpräglade flockdjur medan vuxna hanar mestadels lever ensamma även om de ibland bildar mindre grupper, men de är inte alls lika sammansvetsade som en flock med honor. De vuxna hanarnas (också kallade tjurar) umgänge med honorna begränsas mest till parningen.
En flock med elefantkor består förutom av modern med sina kalvar även av andra nära släktingar som moderns syskon och mostrar. Flocken leds av familjegruppens äldsta medlem, den så kallade matriarken. Studier av livet i elefantflockar har visat att de sociala banden är mycket starka. Elefanterna visar många beteenden som har tolkats som att de känner både glädje och sorg. Man har observerat elefanter i det vilda som har försökt hjälpa andra skadade medlemmar i gruppen och stannat i närheten av en livlös kropp i timmar eller till och med dagar efter att en medlem i gruppen dött. Man har många gånger även observerat elefanter som begraver en död gruppmedlem med kvistar, löv med mera. Få andra djur visar intresse för döende eller döda individer av den egna arten på samma vis. Om en kalv föds död kan en elefanthona dröja kvar vid kroppen länge efter att resten av flocken gett sig av. Det finns också observationer av en afrikansk elefantko som med snabeln bar sin döda kalv med sig i flera dagar innan hon lämnade den. Elefanter som varit åtskilda en tid återförenas ofta under frambringandet av trumpetande ljud och berörande av  varandra med snablarna.
Elefanten är det landdjur som har den största hjärnan, den väger drygt 5 kg. Den anses också vara ett av de mest intelligenta djuren. Det visar sig bland annat i förmågan att samarbeta för att lösa problem, tillverka enkla redskap, visa medkänsla för sina artfränder med mera. Test med elefanter har även visat att de har ett självmedvetande och känner igen sin egen spegelbild. Förutom människan är det få djur som visar dessa egenskaper.
De afrikanska elefanterna kan med sina två "fingrar" längst ut på snabeln fatta tag om saker, medan de asiatiska elefanterna rullar sina snablar runt föremålet. Elefanter använder sin snabel till många olika saker, från att plocka upp föda, slita loss blad och grenar från träd, till att svalka kroppen genom att sprida sand och vatten på ryggen.
Elefanternas läten kan nå frekvenser som inte kan uppfattas av människor och de kan höras av andra elefanter som vistas 4 km bort. Kommunikationen sker även genom att höja snabeln.

### Föda
Elefanter är växtätare och konsumerar vanligen mellan 100 och 150 kg växtmaterial per dag, sällan upp till 225 kg. Deras föda består av gräs, löv, frukter och små grenar och kvistar. Snabeln används för att slita av gräs och kvistar. Elefantens betar kan användas för att skala bark av träden för att äta. Med sina stora kindtänder mal de sönder maten.
Elefanter är väldigt beroende av vatten och håller sig aldrig långt borta från ett vattenhål. De dricker upp till 200 liter vatten per dag. Elefanterna lever tillsammans i grupper av honor och ungar. Grupperna består av cirka 20 individer, som är sociala och har starka familjeband. De äldre korna är de som hittar vattnet vid torrperioder och styr hjorden. Elefanter vandrar ofta långa sträckor för att hitta föda och vatten under torrperioden. De springer sällan men uppretade elefanter kan komma upp i 40 km/h (den högsta hastigheten som uppmätts är 48 km/h).

### Fortplantning och livslängd
Elefanterna blir könsmogna redan vid omkring sex års ålder, men får oftast första ungen efter tio års ålder och får sedan kalvar ungefär vart fjärde till vart femte år, eftersom dräktigheten varar i cirka två år (18 till 24 månader), och ungen diar i ungefär 10 år. De starka sociala banden visas också genom en stor omsorg för avkomman. Förutom modern deltar även flockens övriga vuxna medlemmar, samtliga honor, i omvårdnaden.
Unga hannar lämnar moderns flock efter cirka 13 år. Under vissa årstider producerar hannar mycket testosteron och en körtel vid tinningen avsöndrar vätska. De är samtidig mycket aggressiva och kan vandra längre sträckor för att hitta honor.
Elefantens uppgivna livslängd är ofta överdriven, men mellan 40 och 60 år är normalt. Den äldsta dokumenterade elefanten levde i Taipeis zoo och blev 86 år gammal.

## Naturliga fiender
På grund av sin storlek och sitt levnadssätt i flockar har elefanter få naturliga fiender, men större kattdjur som lejon och tiger dödar ungar, och i enstaka fall faller även vuxna elefanter offer för lejon, dokumenterat av National Geographic från bland annat Capriviremsan i Namibia. Under istiden utgjorde dessutom kattdjur av underfamiljen Machairodontinae (ibland kallat sabeltandstigrar) ett hot. Till exempel var arter av släktet Homotherium i vissa regioner skickliga jägare på Columbiamammuten.

## Elefanten och människan

### Jakt, djurhållning och underhållning
Människans relation till elefanten har under människans tidiga historia framförallt varit som bytesdjur. Tidiga klippmålningar i Afrika avbildar på flera ställen jakt av elefanter och klippmålningarna i Tadrart Acacus i Nordafrika avbildar elefanter. I Europa förekommer mammutar i grottmålningar.
Elefanter har tämjts och tränats av människan under mer än 4 000 år. De första bevisen på tämjda elefanter är graveringar på sigill från civilisationer i Indusdalen, daterade till 2000-talet f.Kr. Träning av elefanter utvecklades successivt i Asien till en mer organiserad form av djurhållning, där kungar höll hundratals elefanter i stallar. Med Alexander den store kom de första elefanterna till Europa, varefter européer började fånga vilda elefanter i Nordafrika, vilka tämjdes och tränades som stridselefanter. Under romarriket hölls elefanter i Rom och användes vid gladiatorstrider, djurhetsning och liknande. Efter Kartagos slutgiltiga förlust mot romarriket, fick krigselefanter i europeiska arméer en underordnad funktion och upphörde slutligen. Efter Roms fall fanns inte många elefanter i Europa. Karl den store hade dock en elefant, Abul-Abbas, som han år 804 tog med under en militärkampanj, men elefanten användes aldrig i strid.
Under medeltiden importerades ett fåtal elefanter som hölls av påvar och kungar, och under 1600-talet förevisades de första privatägda elefanterna av kringresande sällskap. Under 1700-talet och 1800-talet utvecklades djurparker och cirkuskulturen i Europa och Amerika vilka försågs med elefanter från djurhandlare i en tid när det brittiska kolonialväldet i Indien började fånga större grupper av elefanter. 
Elefanter har historiskt inte avlats selektivt, bland annat på grund av lång generationstid och att elefanter inte kan nyttjas som arbetsdjur före omkring 12 års ålder. Det var enklare och billigare att fånga elefanter i lagom ålder från det vilda som efter tämjning på en betydligt kortare tid (några månader) kunde användas i människans tjänst.
Fram till slutet av 1970-talet fångades vilda elefanter i Asien och Afrika, och importerades av djurhandlare, eftersom detta då var enklast och lagligt, och därmed behövdes ingen avel, annat än som marknadsföring. Den första djurparksfödda elefanten föddes 1905 i Buenos Aires Zoo i Argentina.
Totalt fanns i början på 2000-talet, enligt en uppskattning från IUCN, cirka 15 000 tämjda asiatiska elefanter, motsvarade mellan en fjärdedel och en tredjedel av artens totala population (vilda och tämjda elefanter). Det land med flest tämjda elefanter var Myanmar med över 5 000 individer. Andra länder med många tämjda elefanter var, i ordningsföljd, Thailand (minst 3 500), Indien (2 200-2 800 eller upp till 4000) och Laos (minst 1 000). Länder med färre men noterbara antal tämjda elefanter (från några hundra till något hundratal) var Vietnam, Kambodja, Sri Lanka och Indonesien. Färre än hundra per land uppskattades finnas i Bangladesh, Nepal och Malaysia.
Behovet av tama elefanter har idag minskat, när cirkusar avslutar sin djurhållning då efterfrågan på denna form av underhållning minskar och visning av elefanter förbjudits i många länder. På grund av detta exporteras det idag ganska få elefanter från Afrika och Asien.
Länge räknades elefanten som ett storvilt och var en av de fem arterna, Big five, som västerländska storviltsjägare jagade i Afrika. En stor del av jakten är, och har varit, i form av tjuvjakt – främst på grund av elefantbetarna, vars elfenben är mycket eftertraktat. Idag är handel med elfenben i det närmaste förbjuden, med bland annat undantag för kvoterad jakt. Elefantbetar används till hantverk och inom traditionell medicin.

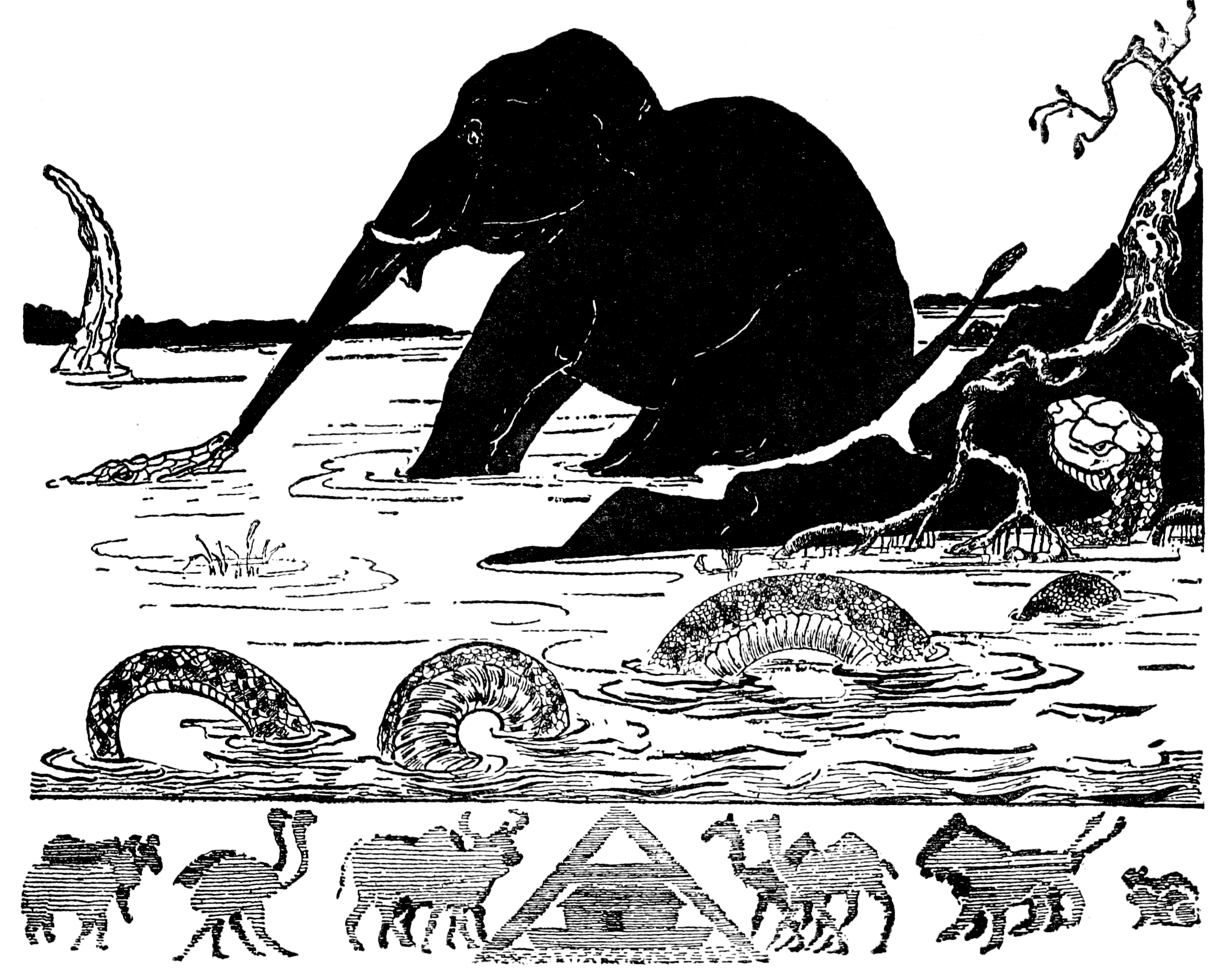
Träsnitt ur Rudyard Kiplings Just så-historier från 1902, när elefanten "får sin långa snabel".

### I kulturen
Människan långa relation med elefanter har resulterat i att den blivit ett viktigt djur inom mytologi, symbolism och religion. Ända sedan stenåldern har djuret varit ett omtyckt motiv och den dyker upp i måleri, skulptur, musik, litteratur och arkitektur, och den har även blivit vanlig i populärkulturen, genom ordstäv, logotyper och inom film och TV.
I många kulturer representerar elefanten styrka, vishet, uthållighet, ledarskap, stabilitet, lojalitet, omhändertagande och ett långt liv.